# John Christopher Willis
Pour les articles homonymes, voir Willis.
John Christopher Willis est un botaniste britannique, né le 20 février 1868 à Birkenhead et mort le 21 mars 1958 à Montreux.

## Biographie
Il fait ses études à l’University College de Liverpool et à l’université de Cambridge. De 1894 à 1896, il est assistant et conférencier de botanique à l’université de Glasgow. De 1896 à 1911, il dirige le jardin botanique de Ceylan. En 1905, un accident affectant sa vue l’oriente sur l’étude de la littérature consacrée à la distribution des végétaux. De 1912 à 1915, il dirige le jardin botanique de Rio de Janeiro.
Willis devient membre de la Société linnéenne de Londres en 1897 et de la Royal Society le 15 mai 1919. Il reçoit la médaille d’argent Darwin-Wallace en 1958.

## Liste partielle des publications
- 1897 : A Manual and Dictionary of the Flowering Plants and Ferns (deux volumes).
- 1901 : Fondation de la revue Annals of the Royal Botanic Gardens.
- 1915 : The Endemic Flora of Ceylon, With Reference to Geographical Distribution and Evolution in General.
- 1922 : Age and Area; A Study in Geographical Distribution and Origin of Species.
- 1924-1939: directeur de publication de The Empire Cotton Growing Review.
- 1940 : The Course of Evolution by Differentiation or Divergent Mutation Rather Than by Selection.
- 1949 : The Birth and Spread of Plants.